# Macromitrium nigricans
Macromitrium nigricans là một loài rêu trong họ Orthotrichaceae. Loài này được Mitt. mô tả khoa học đầu tiên năm 1859.